# Dezzo
Le Dezzo est un cours d'eau italien d'une longueur de 36 km qui coule dans la province de Bergame, en Lombardie. Il est un affluent de l'Oglio dans le bassin du Pô.

## Source de la traduction
- (it) Cet article est partiellement ou en totalité issu de l’article de Wikipédia en italien intitulé « Dezzo » (voir la liste des auteurs).